# Zistersdorf
Zistersdorf is een gemeente in de Oostenrijkse deelstaat Neder-Oostenrijk, gelegen in het district Gänserndorf (GF). De gemeente heeft ongeveer 5600 inwoners.

## Geografie
Zistersdorf heeft een oppervlakte van 88,61 km². Het ligt in het noordoosten van het land, ten westen van de grens met Slowakije en ten oosten van de hoofdstad Wenen.

## Geboren in Zistersdorf
- Johann Müller (ook: Janos Müller) (10 mei 1856) in Maustrenk bij Zistersdorf, componist en militaire kapelmeester.

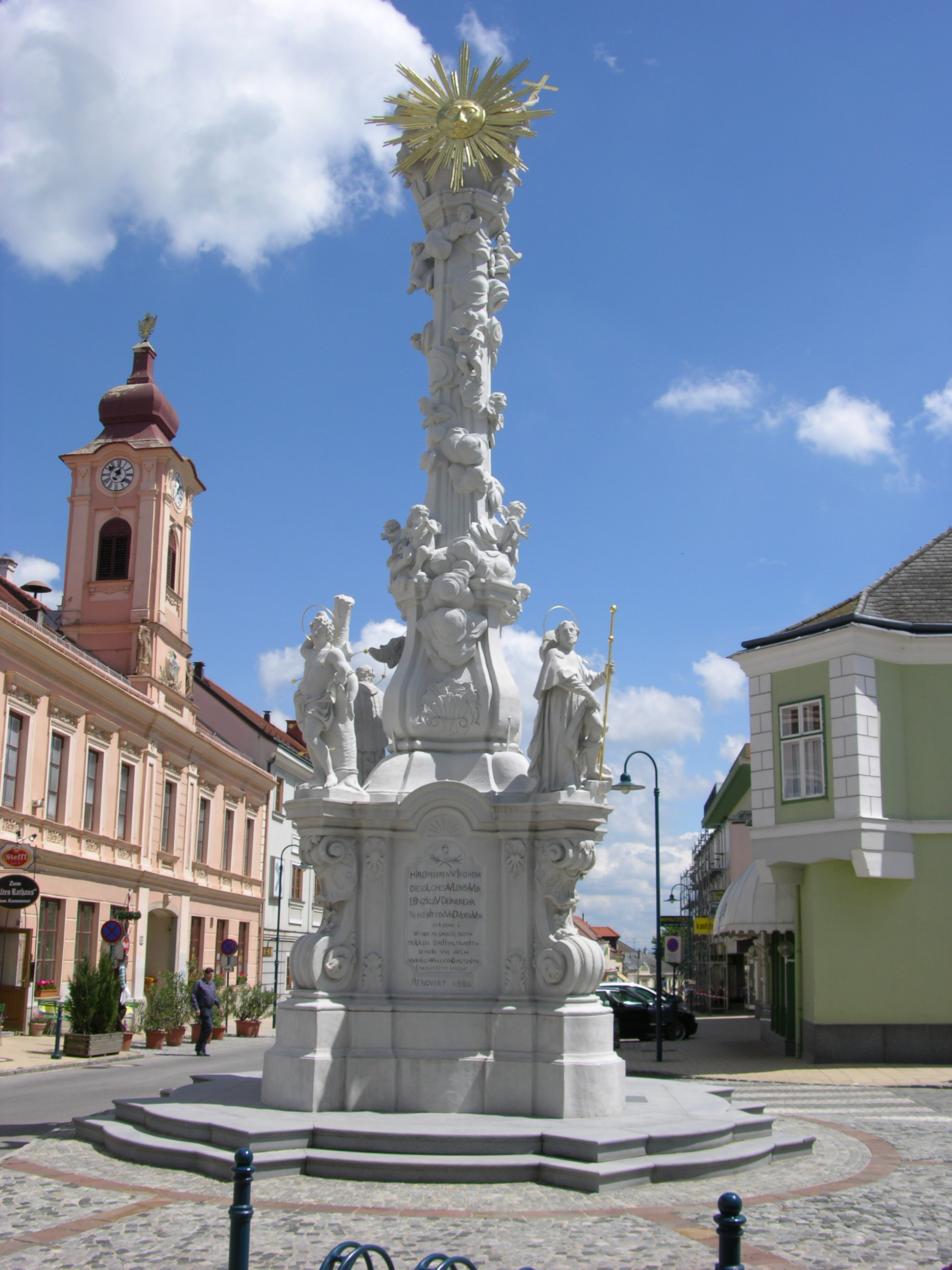
Beeld

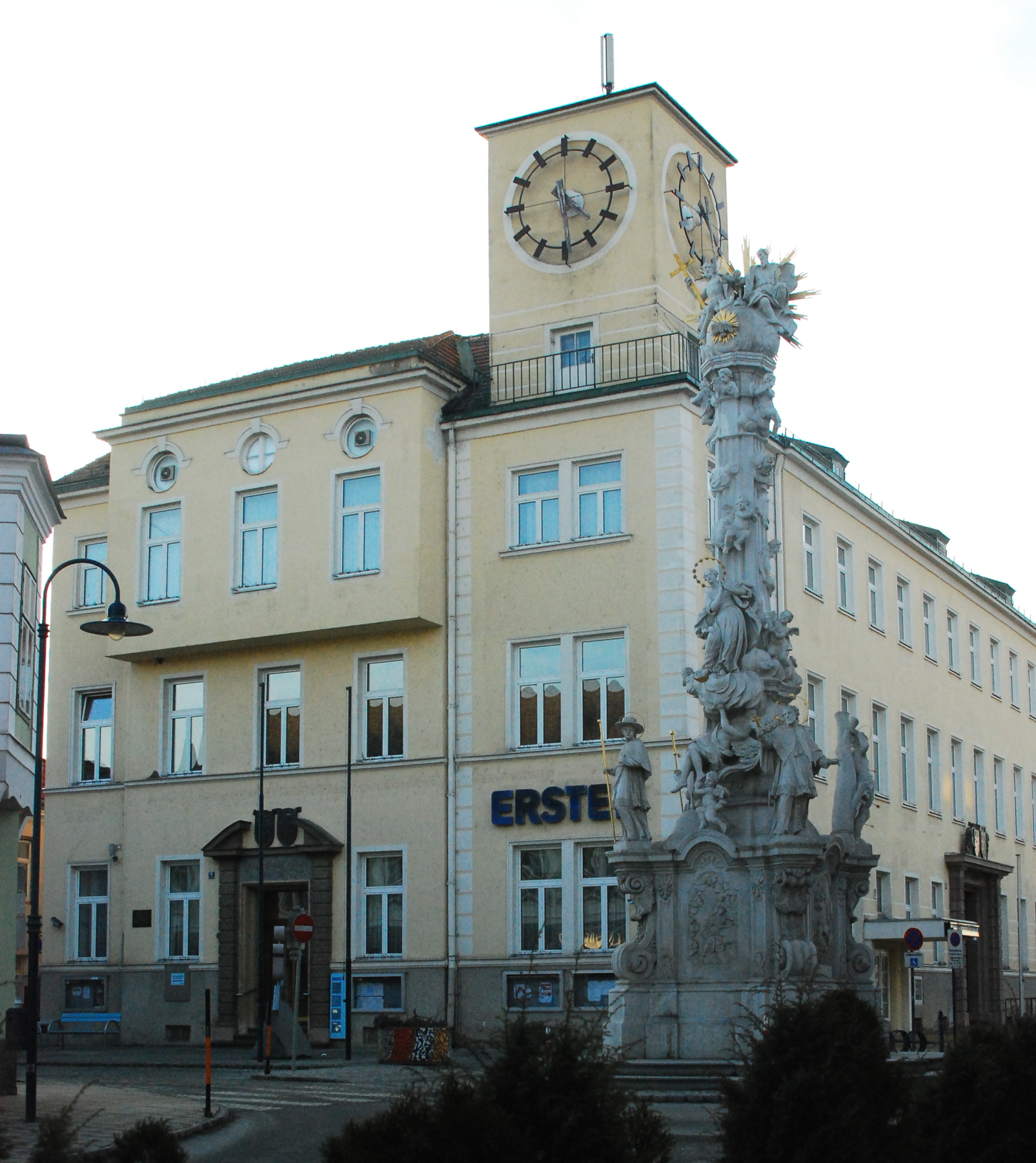
Stadhuis

Aderklaa · Andlersdorf · Angern an der March · Auersthal · Bad Pirawarth · Deutsch-Wagram · Drösing · Dürnkrut · Ebenthal · Eckartsau · Engelhartstetten · Gänserndorf · Glinzendorf · Groß-Enzersdorf · Groß-Schweinbarth · Großhofen · Haringsee · Hauskirchen · Hohenau an der March · Hohenruppersdorf · Jedenspeigen · Lassee · Leopoldsdorf im Marchfeld · Mannsdorf an der Donau · Marchegg · Markgrafneusiedl · Matzen-Raggendorf · Neusiedl an der Zaya · Obersiebenbrunn · Orth an der Donau · Palterndorf-Dobermannsdorf · Parbasdorf · Prottes · Raasdorf · Ringelsdorf-Niederabsdorf · Schönkirchen-Reyersdorf · Spannberg · Strasshof an der Nordbahn · Sulz im Weinviertel · Untersiebenbrunn · Velm-Götzendorf · Weiden an der March · Weikendorf · Zistersdorf
- Gemeinsame Normdatei: 4109039-1
- MusicBrainz: dc2998eb-fe7f-4058-a38b-2ee3531c07f7
- Nationale Bibliotheek van Tsjechië: xx0321785
- Virtual International Authority File: 242576794
- WorldCat: E39PBJrgMKwVHJ4vtYptYBBkjC